# 德埃萨德蒙特霍
德埃萨德蒙特霍，是西班牙卡斯蒂利亚-莱昂帕伦西亚省的一个市镇。 总面积44平方公里，总人口201人（2001年），人口密度5人/平方公里。